# Edith Maryon
Edith Louise Maryon (née à Londres le 9 février 1872, morte à Dornach le 1er mai 1924) est une peintre portraitiste et sculptrice anglaise.

## Biographie
Artiste réputée du début du XXe siècle en Angleterre, elle participe activement à la conception et à la construction du premier Goetheanum à Dornach, ainsi qu'à la sculpture du « Représentant de l'humanité », un groupe sculpté en bois haut de neuf mètres cinquante représentant le Christ entre Lucifer et Ahriman qui se trouve actuellement dans le second Goetheanum.
En 1912, elle rejoint la section allemande de la Société théosophique dont Rudolf Steiner était secrétaire général pour l'Allemagne. Entre 1914 et 1917, elle réalise avec Steiner sept maquettes du futur groupe sculpté ; elle construit la septième en grandeur réelle, laquelle fut retouchée par Steiner entre août 1916 et janvier 1917.